# Тораца - Меинери (Кунео)
Тораца - Меинери је насеље у Италији у округу Кунео, региону Пијемонт.
Према процени из 2011. у насељу је живело 125 становника. Насеље се налази на надморској висини од 551 м.